# Ascogaster impatientis
Ascogaster impatientis är en stekelart som beskrevs av Shaw 1983. Ascogaster impatientis ingår i släktet Ascogaster och familjen bracksteklar. Inga underarter finns listade.